# Quodlibet (Verlag)
Quodlibet ist ein italienischer Buchverlag mit Sitz in Macerata.
Der Verlag wurde 1993 von Gino Giometti und Stefano Verdicchio in Macerata gegründet und hat sich als kleiner unabhängiger Buchverlag mit einer konzisen Programmgestaltung im Bereich der Philosophie schnell einen Namen gemacht. Zu den Autoren des Verlages zählen so bekannte Namen wie Giorgio Agamben, Carlo Ginzburg, Gianni Carchia, Gilles Deleuze und Enzo Melandri. 
Neben der Philosophie und Kunstkritik liegt ein weiterer Schwerpunkt des Verlagsprogramms in der Gegenwartsliteratur, wobei auch insbesondere Übersetzungen ins Italienische von deutschsprachigen Autoren wie beispielsweise Ingeborg Bachmann, Hugo von Hofmannsthal, Max Scheler, Jacob Taubes, Robert Walser und Ludwig Wittgenstein publiziert wurden.